# Lycianthes ceratocalycia
Lycianthes ceratocalycia är en potatisväxtart som först beskrevs av J.D. Smith, och fick sitt nu gällande namn av Friedrich August Georg Bitter. Lycianthes ceratocalycia ingår i Himmelsögonsläktet som ingår i familjen potatisväxter. Inga underarter finns listade i Catalogue of Life.